# Àhmad ibn Yússuf
|  | No s'ha de confondre amb Àhmad ibn Yússuf al-Misrí o Àhmad ibn Yússuf al-Mustaín. |

Abu-Jàfar Àhmad ibn Yússuf ibn al-Qàssim ibn Subayh o, més senzillament, Àhmad ibn Yússuf (? - 828) fou secretari del califa al-Mamun. Era d'una família de mawali dedicats a secretaris i poetes, originària de Kufa. El seu pare Yússuf ibn al-Qàssim fou secretari de la cort califal fins al temps dels barmàquides. A l'inici del califat d'Al-Mamun (813-833) era secretari a Iraq i el seu amic Àhmad ibn Abi-Khàlid el va presentar al nou califa amb qui va emparentar per matrimoni. A una data desconeguda li fou encarregat el diwan as-sirr (més probablement que no pas el diwan ar-rassàïl que per tant fou confiat a Amr ibn Màssada), i va ocupar el lloc de secretari privat del califa, posició que ha fet suposar als historiadors que fou visir, però aquest nomenament no consta oficialment. Es va enfrontar al futur califa Al-Mútassim. Va morir a finals de l'any 828.